# Дорогая, я уменьшил детей (телесериал)
Дорогая, я уменьшил детей (англ. Honey, I Shrunk the Kids: The TV Show) — американский телесериал, состоящий из трёх сезонов, демонстрировавшийся американским телеканалом First-run syndication с 1997 по 2000 годы. В сериале присутствуют множественные элементы комедии и фэнтези.
Сериал основан на трилогии Дорогая, я уменьшил детей.

## О сериале
Чудеса науки Уэйна Шалински поражают воображение. В мире Уэйна возможно всё, а гениальные научные находки больше похожи на причуды волшебника.
На первый взгляд, семейство — самое обычное на свете: папа Уэйн — ученый, мама Дайэн — домохозяйка, дочь Эми — старшеклассница, младший сын Ник — тихий мальчик лет двенадцати в очках. Однако семья — это материал для Бюро происшествий.
Папа Уэйн — увлеченный изобретатель, он всегда хочет сделать как лучше, но иногда плоды его бурной научной деятельности становятся опасными для всей семьи. Уэйн изобретает электромагнитную машину, способную уменьшать предметы. Когда чудо техники наконец заработало, под воздействием уменьшающего поля оказываются дети изобретателя.
Когда дети становятся снова нормальных размеров, домашний пёс Кварк съедает мутировавший овощ с грядки, «обработанной» Уэйном и превращается в Годзиллу. Затем Уэйн дарит жене робота, помощника по хозяйству. Этот робот вскоре берет в заложники всю семью. Уэйн пытается сделать жене постоянный макияж, но в результате опытов Дайан становится прозрачной.
Дайан ненавидит, когда муж называет её «дорогая», потому что именно с этого лестного обращения, супруг начинает доклад об очередном научном злоключении с ужасными последствиями.

## В ролях

### Основные
- Питер Сколари — Уэйн Шалински
- Барбара Элин Вудс — Дайэн Шалински
- Хиллари Так — Эми Шалински
- Томас Деккер — Ник Шалински
- пес Кварк

### Второстепенные
- Джордж Бьюза — шеф Маккена
- Брюс Джарчоу — Гордон Дженнингс
- Хилари Александр
- Дэвид Лерини
- Кети Триен
- Лоретт Клоу
- Джевел Стэйт
- Шейкер Палеха
- Ванесса Кинг
- Уилсон Вонг
- Марк Хилдрет
- Кристин Уайллс
- Миранда Фригон
- Джесси Мосс
- Сэм Дурмит

## Эпизоды
Эпизоды длительностью 42–44 минуты выходили в эфир с 27 сентября 1997 года по 20 мая 2000 года.

## Первый сезон: 1997–1998
1. Дорогая, нас проглотил дедушка
2. Дорогая, дом хочет убить нас
3. Дорогая, я часто меняюсь
4. Дорогая, мы застряли в 70x
5. Дорогая, я маленький научный пижон
6. Дорогая, у тебя 9 жизней
7. Дорогая, я был обманут
8. Дорогая, они от меня очарованы
9. Дорогая, они зовут меня космическим ковбоем
10. Дорогая, я читаю твои мысли
11. Дорогая, ты живёшь в прошлом
12. Дорогая, я в бешенстве
13. Дорогая, встречай варваров
14. Дорогая, ты истощаешь всем мозг
15. Дорогая, он не страшный, он только непонят
16. Дорогая, я в настроении для любви
17. Дорогая, медведь это плохие новости
18. От дорогой с любовью
19. Дорогая, я мечтаю, мечтаю ли я?
20. Дорогая, мусор поглощает нас
21. Дорогая, ты очень прозрачна
22. Дорогая, сложно быть не местным

## Второй сезон: 1998–1999
1. Дорогая, это Кваркзилла
2. Дорогая, она как рыба в воде
3. Дорогая, это судный день
4. Дорогая, давай проказничать
5. Дорогая, я болею за нашу команду
6. Дорогая, мы молоды сердцем
7. Дорогая, мы побывали в прошлом
8. Дорогая, я борюсь с трудностями и с вождём
9. Дорогая, кролик кусается
10. Дорогая, я под куполом цирка
11. Дорогая, я начинающий алхимик
12. Дорогая, я король супергероев
13. Дорогая, ко мне вернулось будущее
14. Дорогая, это чудо
15. Дорогая, ты всегда будешь моей принцессой
16. Дорогая, наша семья запятнана
17. Дорогая, я дам тебе урок
18. Дорогая, мой дядя приведение
19. Дорогая, Эта ошибочная жизнь
20. Дорогая, это твоя вечеринка
21. Дорогая, я не просто валяю дурака
22. Дорогая, здесь замешана нечистая сила

## Третий сезон: 1999–2000
1. Дорогая, угадай мелодию
2. Дорогая, это мозг за миллиард долларов
3. Дорогая, мамбо танцуют вдвоём
4. Дорогая, мы в телевизоре!
5. Дорогая, это какой то кошмар
6. Дорогая, я боец конг-фу
7. Дорогая, я не в себе
8. Дорогая, это маленький шаг для человечества
9. Дорогая, не гони как безумная
10. Дорогая, мы играем пьесу
11. Дорогая, он не груб, он мой брат
12. Дорогая, ты не поверишь, что будет дальше
13. Дорогая, полный порядок, все Залински на ногах
14. Дорогая, мы мастера на все руки
15. Дорогая, я ударился в бега
16. Дорогая, я плохой помощник правосудия
17. Дорогая, это межпланетная, необычная жизнь
18. Дорогая, мне страшно
19. Дорогая, каков отец, такой и сын
20. Дорогая, стать взрослым не просто
21. Дорогая, я уменьшаю, следовательно я существую
22. Дорогая, кто сделал это?

## Показы в разных странах мира
В России сериал впервые демонстрировался с июня по сентябрь 2003 года на телеканале СТС.